# Rožnik, Grosuplje
Rožnik este o localitate din comuna Grosuplje, Slovenia, cu o populație de 47 de locuitori.